# Toulouges
Toulouges település Franciaországban, Pyrénées-Orientales megyében. Lakosainak száma 7375 fő (2022. január 1.). Toulouges Perpignan, Canohès, Thuir és Le Soler községekkel határos.

## Népesség
A település népessége az elmúlt években az alábbi módon változott:
| Lakosok száma | 6544 | 6686 | 6876 | 6881 | 7036 | 7192 | 7255 | 7334 | 7375 |
|               | 2013 | 2015 | 2016 | 2017 | 2018 | 2019 | 2020 | 2021 | 2022 |